# Róssoix (Vorónej)
|  | Per a altres significats, vegeu «Róssoix». |

Róssoix - Россошь (rus) - és una ciutat de l'óblast de Vorónej, a Rússia.

## Història
A finals del segle XVI el tsar Pere el Gran conquerí les estepes al sud de Rússia per protegir els pobles que hi havia, entre els quals el de Róssoix, mencionat per primer cop en un document del 1721. La vila es desenvolupà de seguida com un centre de comerç. La construcció del ferrocarril entre Vorónej i Rostov del Don donà pas a la industrialització de la regió.